# Celidosphenella diespasmena
Celidosphenella diespasmena är en tvåvingeart som först beskrevs av Ignaz Rudolph Schiner 1868.  Celidosphenella diespasmena ingår i släktet Celidosphenella och familjen borrflugor. Inga underarter finns listade.